# Nevenka Šain
Nevenka Šain (19. studenog 1928. – 21. lipnja 2011.) je hrvatska kazališna, televizijska i filmska glumica.

## Filmografija

### Televizijske uloge
- "Nepokoreni grad" (1982.)
- "Smogovci" kao domarka u školi (1982.)
- "Jelenko" (1980. – 1981.)
- "Velo misto" kao šankerica (1980.)
- "Punom parom" (1978.)
- "Nikola Tesla" kao gazdarica u Budimpešti (1977.)
- "Kapelski kresovi" kao Albertova žena (1976.)
- "U registraturi" (1974.)
- "Prosjaci i sinovi" (1972.)

### Filmske uloge
- "Trgovci i ljubavnici" (1987.)
- "Tamburaši" kao zarobljena švercerica (1982.)
- "Gospon lovac" (1981.) - TV-kazališna predstava
- "Visoki napon" (1981.)
- "Usporeno kretanje" (1979.)
- "Tomo Bakran" kao Kunejeva susjeda (1978.)
- "Pucanj" kao susjeda (1977.)
- "Ili jesmo ili nismo" (1977.)
- "Tri jablana" (1976.)
- "U vremenu rasta" (1975.)
- "Doktor Mladen" (1975.)
- "Predstava Hamleta u Mrduši Donjoj" (1973.)
- "Gorčina u grlu" (1973.)
- "Harmonika" (1972.)

## Vanjske poveznice
- Nevenka Šain u internetskoj bazi filmova IMDb-u (engl.)